# Nauru a 2008. évi nyári olimpiai játékokon
Nauru a kínai Pekingben megrendezett 2008. évi nyári olimpiai játékok egyik részt vevő nemzete volt. Az országot az olimpián 1 sportágban 1 sportoló képviselte, aki érmet nem szerzett.

## Súlyemelés
Itte Detenamo képviselte Naurut súlyemelésben.
Férfi
| Versenyző     | Versenyszám | Szakítás | Szakítás | Lökés    | Lökés    | Összesen | Helyezés |
| Versenyző     | Versenyszám | Eredmény | Helyezés | Eredmény | Helyezés | Összesen | Helyezés |
| ------------- | ----------- | -------- | -------- | -------- | -------- | -------- | -------- |
| Itte Detenamo | +105 kg     | 175 kg   | 9.       | 210 kg   | 10.      | 385 kg   | 10.      |